# NGC 1138
NGC 1138 ist eine Linsenförmige Galaxie vom Hubble-Typ SB0 im Sternbild Perseus am Nordsternhimmel. Sie ist schätzungsweise 110 Millionen Lichtjahre von der Milchstraße entfernt und hat einen Durchmesser von etwa 35.000 Lichtjahren.

Im selben Himmelsareal befindet sich u. a. die Galaxie IC 266.
Das Objekt wurde am 24. Oktober 1786 von Wilhelm Herschel entdeckt.